# Правда о религии в России
Правда о религии в России — сборник документов и статей, связанных с Русской православной церковью, изданный в 1942 году в пропагандистских целях по инициативе советских властей. Книга предназначалась для распространения преимущественно за пределами СССР и вышла на нескольких языках общим тиражом в 50 тысяч экземпляров. Выход этого издания ознаменовал начало возрождения церковно-издательской деятельности Русской православной церкви.
Как отмечал историк Сергей Фирсов: «Впервые за долгие годы Русской Православной Церкви дали возможность громогласно заявить о себе, публично указав мировой общественности, что свобода совести — неоспоримый факт конфессиональной жизни в СССР, что в советской стране никто и никогда не покушался на права верующих, а наказания и преследования затрагивали только клириков, выступавших против „народной власти“».

## История
Появление данной книги историк Сергей Фирсов связывал с переговорами Иосифа Сталина с США и Великобританией о возможности открытия Второго фронта. В 1942 году эти надежды стали постепенно оформляться в дипломатические акты. Франклин Рузвельт интересовался состоянием «религиозного вопроса в России». В этой связи в НКВД подготовили план книги, и 10 марта 1942 года Лаврентий Берия представил его в Политбюро ЦК ВКП(б), которое в тот же день постановило: «Поручить НКВД СССР принять необходимые меры к обеспечению издания Московской патриархией книги-альбома „Правда о религии в СССР“ в соответствии с представленным планом». Целью издания было смягчить международное общественное мнение о жестоком гонении на церковь в Советском Союзе, и поэтому главным образом предназначалась для союзнических стран.
Редакционную комиссию возглавил митрополит Николай (Ярушевич). В неё вошли также Григорий Георгиевский и протоиерей Александр Смирнов, которому на время подготовки издания разрешили вернуться в Москву из эвакуации в Ульяновск. Создание книги проходило под строгим государственным контролем. Первоначально книга планировалась к выпуску советским издательством, но затем для пущей убедительности и авторитетности издание передали Русской православной церкви. 16 июля 1942 года книга была подписана к печати. Двумя днями ранее, 14 июля, Патриарший Местоблюститель митрополит Сергий (Страгородский), «в воздаяние особых трудов, понесённых при составлении и издании книги председателем нашей издательской комиссии» митрополитом Николаем, предоставил ему «право ношения второй панагии и вне пределов Киевской епархии».
Печать книги производилась в бывшей типографии Союза воинствующих безбожников, при этом гриф антирелигиозного издательства по оплошности присутствовал на части тиража. Тираж издания составил 50 тысяч экземпляров на нескольких языках. В экземплярах, предназначавшихся для реализации этого пропагандистского замысла в США, русский текст был набран латинскими буквами. Прекрасный кожаный переплёт, хорошая печать сделали это издание подарочным.
Книга состоит из двух частей. Первая часть названа «Русская православная церковь верна своей Родине», вторая — «Фашистские новоявленные „крестоносцы“ глумятся над православными святынями, священнослужителями и верующими». В первую часть оперативно поместили снимки храмов, открытых на неоккупированной территории СССР в первый год войны — в городах Горький (ныне Нижний Новгород), Свердловск (ныне Екатеринбург), Воронеж, Молотов (ныне Пермь) и Челябинск, в селе Выездное под Арзамасом. Вторую часть книги иллюстрируют многочисленные фотографии церквей (большинство из которых к началу 1941 года не действовали) Московской, Тульской, Калининской областей, г. Тихвин Ленинградской области, пострадавших во время военных действий.
В сентябре 1942 года митрополит Николай (Ярушевич), при поддержке советского посла в Лондоне Ивана Майского, предложил Хью Мартину, сотруднику отдела религий Министерства информации, издать книгу на английском языке. Под двойным давлением русской церкви и советского правительства британские власти не смогли отказать, поскольку такая позиция плохо отразилась бы на общей борьбе против Гитлера. На английском языке книга была издана в 1942 году под названием: «The Truth about Religion in Russia». На шведском языке книга была издана в 1943 году под названием: «Sanningen om religionen i Ryssland». На немецком языке книга была издана в 1944 году под названием: «Die Wahrheit über die Religion in Russland». Книга стала главным аргументом советской дипломатии всякий раз, когда союзники поднимали вопрос об отсутствии свободы совести в СССР.
В феврале 1943 года обновленческий митрополит Василий Кожин писал обновленческому митрополиту Виталию (Введенскому): «Не могу скрыть от Вас того обстоятельства, что издание „Московской Патриархией“ в 1942 году книги „Правда о религии в России“ и газетные сообщения о пожертвованиях тихоновских иерархов создали такое представление, как будто обновленчество сходит с исторической сцены и потому замечается определённое тяготение среди верующих и духовенства к „сергиевщине“»
Данное издание было признано властями удачным, и летом 1943 года была напечатана вторая книга с разъяснением патриотического курса Московской патриархии под названием «Русская православная церковь и Великая Отечественная война. Сборник церковных документов», изданная в твёрдом, роскошном для условий войны переплёте, с золотым тиснением и художественными виньетками. В процессе подготовки двух данных изданий сложилось будущее руководство редакционной комиссии «Журнала Московской Патриархии», издание которого возобновилось в сентябре 1943 года.
Журналистка Ксения Лученко считает, что книга «Правда о религии в России» была издана как контрпропагандистский шаг против распространяемой нацистами на оккупированных территориях СССР религиозной антисоветской агитации. Лученко приводит цитату из книги «Правда о религии в России» (цитата многократно повторяема в различных изданиях после 1942 года):
За годы после Октябрьской революции в России бывали неоднократные процессы церковников. За что судили этих церковных деятелей? Исключительно за то, что они, прикрываясь рясой и церковным знаменем, вели антисоветскую работу. Это были политические процессы, отнюдь не имевшие ничего общего с чисто церковной жизнью религиозных организаций и чисто церковной работой отдельных священнослужителей. Православная церковь сама громко и решительно осуждала таких своих отщепенцев, изменяющей ее открытой линии честной лояльности по отношению к советской власти.
Лученко считает, что цитата, в рамках сталинской контрпропаганды, выражала официальную позицию РПЦ; этого принципа придерживалась РПЦ все годы во времена СССР; данная точка зрения РПЦ дала возможность избрать патриарха и открыть духовные учебные заведения.

## Издания
- Правда о религии в России / Ред. коллегия: Николай (Ярушевич), митр., проф. Григорий Петрович Георгиевский, прот. Александр Павлович Смирнов. — Москва : Моск. патриархия, 1942. — 456 с.; 43 л. ил., портр. : ил., портр.; 22 см; — скан в РГБ
- The Truth about Religion in Russia / issued by the Moscow Patriarchate; editorial committee: Nicholas Yarushevich, Gregory Petrovich Georgievsky, Alexander Pavlovich Smirnov; English translation under the supervision of Ernest Noel Copland Sergeant — London, New York, Melbourne. Hutchinson & co., ltd — 248 pages. — Internet Archive
- Sanningen om religionen i Ryssland. Förord av Biskop Gustaf Aulén. Utgiven av Moskvas Patriarkat. Bokförlaget Natur och Kultur, Stockholm 1943. — 160 sidor.
- Die Wahrheit uber die Religion in Russland / Patriarch Sergius ; Ubers. von Laure Wyss. — Zollikon ; Zurich : Evangelischer Verl., 1944. — 171 с.; 21 см.

## Комментарии
1. ↑  Лученко, ошибочно называет эту книгу «Правда о религии в СССР»
2. ↑  Цитата повторена в книге: Русская православная церковь : устройство, положение, деятельность : [К сорокалетию восстановления патриаршества]. ред.  Ведерников А. В. - Москва : Московская патриархия, 1958. - 247 с., [1] л. портр. : ил. ; 27 см./ С. 25.